# Thomas Craven
Thomas Craven est un jeune noble anglais né en 1618 et mort à Paris le 20 novembre 1636. Son corps embaumé, mis au jour à Saint-Maurice (Val-de-Marne) en 1986 lors d'une opération archéologique, fait l'objet d'une étude interdisciplinaire. Il est conservé au laboratoire départemental d'archéologie du Val-de-Marne.

## Contexte historique et archéologique

### Fouilles à Saint-Maurice
La commune de Saint-Maurice (appelée Charenton-Saint-Maurice jusqu'en 1843) offre un important potentiel archéologique, en témoignent les fouilles successives menées, dès les années 1970, par la Société d'histoire et d'archéologie de Saint-Maurice. Celles-ci révèlent plusieurs installations datées du Haut-Empire romain au XVIIe siècle. Dans les années 1980, les aménagements de la boucle de la Marne font aussi l'objet d'un suivi assuré par le laboratoire départemental d'archéologie du Val-de-Marne. Lors de travaux d'aménagement dans le sous-sol du conservatoire de musique, au 49 de la rue du Maréchal Leclerc, des vestiges du second temple protestant de Charenton sont localisés. Cet édifice constitue au XVIIe siècle le lieu de culte le plus important de la communauté huguenote du Royaume de France. Il est incendié une première fois par les catholiques en 1621, puis définitivement détruit en 1686 à la suite de la révocation de l'Édit de Nantes. Une partie du cimetière attenant est déjà concernée par la première fouille. Son étude est ensuite reprise en 2005 lors d'une nouvelle opération préventive réalisée par l'Inrap. Elle met au jour 163 sépultures individuelles en pleine terre et 7 ossuaires. Ces campagnes successives éclairent les pratiques mortuaires observées par la population huguenote, mal connues jusqu'alors. Les examens paléopathologiques et génétiques mettent aussi en évidence, au-delà de l'état sanitaire du groupe en question, la présence de la peste dans le secteur au cours du XVIIe siècle,,,.

### Découverte de la sépulture
En 1986, la découverte fortuite d’un cercueil anthropomorphe en plomb en parfait état de conservation dans le sous-sol du conservatoire amena le laboratoire départemental d’archéologie du Val de Marne à suivre cette opération et à en réaliser les premières études. Soudée au couvercle, une plaque en alliage cuivré porte les armoiries de la famille Craven ainsi qu'une épitaphe en latin identifiant formellement le défunt,,

« Dans ce cercueil repose, attendant la joie de la résurrection et une heureuse réunion avec son âme qui est maintenant aux cieux, le corps de Thomas Craven, très noble jeune anglais qui, de son vivant, se comporta de telle manière qu’il donna aux autres un modèle de bonne conduite à travers toutes sortes de mérites. Son âge était hélas de peu d’années et, si on le mesurait à l’échelle du temps, on le considèrerait comme bref et sans gloire. Mais, par ses rares talents, il en multiplia la durée au point qu’on peut le juger très long. De même qu’il fut cher à chacun durant sa vie, il a laissé, après sa mort, un immense regret de sa personne. Les ministres de l’Église réformée de Paris ont voulu, par une faveur exceptionnelle, que, en souvenir de sa piété, son cercueil fut placé dans ce temple. Au comble de la tristesse, son frère William Craven, baron de Hampstead, a donné ses instructions pour l’enterrement du corps en ce lieu, et David Buchanan d’Écosse, précepteur du jeune homme, y a veillé pieusement. Il est mort à dix-huit ans et quelques mois, à Paris, à l’Académie de M. de Benjamin, le vingtième jour du mois de novembre de l’an 1636 de Notre Seigneur. Ici gisent les restes mortels de Thomas Craven, sa renommée parcourt le monde »

— traduction en français
.

### Famille Craven

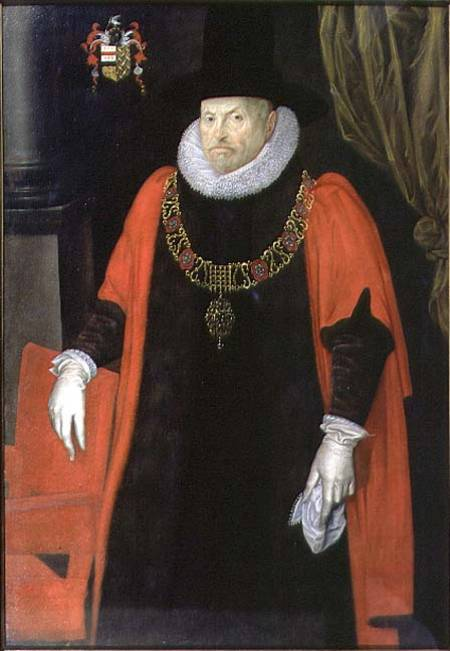
Sir William Craven, père de Thomas Craven.

Le texte de l'épitaphe renseigne peu sur la vie du jeune défunt, Thomas Craven, décédé le 20 novembre 1636. Des recherches archivistiques ont par contre révélé des informations sur certains de ses proches parents. Son père, sir William Craven (1548-1618), occupe des fonctions officielles de haut rang. Fils de William et petit-fils de John Craven, du village de la paroisse de Burnsall (Yorkshire), il est admis dans la corporation des tailleurs dont il devient le gouverneur. À Londres, il prend successivement les titres de magistrat municipal du district de Bishopsgate, membre du gouvernement, préfet, et finalement lord-maire en 1610, après son anoblissement en 1603 à Whitehall. Ses deux autres fils s'illustrent également dans les hautes sphères de l'aristocratie anglaise. Très estimé du roi Charles Ier, John est fait baron de Ryton (Shropshire) en 1642. Il est aussi le fondateur des bourses Craven pour les collèges d'Oxford et de Cambridge. William, quant à lui, porte le titre de baron de Hamstead.

## Étude du corps embaumé
En 1986, l'ouverture du cercueil révèle un corps entièrement enveloppé d'un linceul desséché maintenu par une cordelette. Les membres inférieurs du défunt sont joints, ses mains sont ramenées vers le bassin, et un bouquet de plantes séchées à longues tiges est déposé sur ses cuisses. Un premier diagnostic préliminaire relève le sciage de la boîte crânienne et l'absence des organes internes. Le corps est enduit et rempli d'une matière hétérogène de couleur brune et beige. Ces premières constatations sont confirmées en 1996 par un examen scanographique effectué à l'hôpital Paul Brousse à Villejuif. D'autres observation scanographiques et ostéologiques montrent d'une part que les épiphyses du squelette des membres ne sont pas encore soudées, et d'autre part que les troisièmes molaires de la mandibule ont percé depuis peu, soit des éléments qui indiquent formellement un âge au décès légèrement inférieur à 18 ans, en contradiction avec le texte de l'épitaphe.
Un protocole d'analyse biomoléculaire est également mis en œuvre par l'unité des rickettsies et pathogènes émergents de la faculté de médecine de Marseille. Deux dents sont prélevés sur le corps et l'ADN est extrait de la pulpe dentaire. Deux gènes spécifiques de la bactérie Yersinia pestis sont amplifiés par PCR et leur séquençage présente 100 % d'analogie avec les séquences de référence. Ce résultat apporte un diagnostic de peste avec certitude,,.
Depuis 2008, une enquête archéobotanique est menée par une équipe interdisciplinaire pour documenter les méthodes d'embaumement, et en particulier les plantes utilisées pour conserver le corps. Des examens carpologiques, palynologiques, et l'observation des phytolithes, ont conjointement mis en évidence que de l'absinthe (Artemisia absinthium) et de la marjolaine (Origanum majorana) constituaient les principaux ingrédients du baume conservatoire,,.
En 2016, une reconstitution faciale numérique du défunt a été réalisée par la société Visual Forensic et le Service d'archéologie du Conseil départemental du Val-de-Marne,.
Tous les examens réalisés sur le corps embaumé de Thomas Craven sont coordonnés par Djillali Hadjouis (Service d'archéologie du Conseil départemental du Val-de-Marne).
Cette recherche pluridisciplinaire qui a duré 34 ans est publiée aux éditions de Boccard sous la direction de Djillali Hadjouis.